# Olympische Sommerspiele 2020/Judo – Mannschaft (Mixed)
Bei den Olympischen Spielen 2020 wurde erstmals in der olympischen Geschichte ein Mannschaftswettkampf im Mixed ausgetragen. Dieser fand am 31. Juli 2021 im Nippon Budōkan statt.

## Titelträger
| Olympiasieger | nicht ausgetragen | Rio de Janeiro 2016 |
| Weltmeister   | Japan             | Budapest 2021       |

## Turnierplan

### Hauptrunde
|  | Achtelfinale         | Achtelfinale |            |             | Viertelfinale | Viertelfinale |  |  | Halbfinale | Halbfinale |  |  | Finale | Finale |
|  |                      |              |            |             |               |               |  |  |            |            |  |  |        |        |
|  |                      |              |            |             |               |               |  |  |            |            |  |  |        |        |
|  |                      |              |            |             |               |               |  |  |            |            |  |  |        |        |
|  |                      |              |            |             |               |               |  |  |            |            |  |  |        |        |
|  | Japan                | 4            |            |             |               |               |  |  |            |            |  |  |        |        |
|  | Japan                | 4            |            |             |               |               |  |  |            |            |  |  |        |        |
|  |                      |              |            |             | Deutschland   | 2             |  |  |            |            |  |  |        |        |
|  | Deutschland          | 4            |            |             | Deutschland   | 2             |  |  |            |            |  |  |        |        |
|  | Deutschland          | 4            |            |             |               |               |  |  |            |            |  |  |        |        |
|  | Refugee Olympic Team | 0            |            |             |               |               |  |  |            |            |  |  |        |        |
|  | Refugee Olympic Team | 0            | Japan      | 4           |               |               |  |  |            |            |  |  |        |        |
|  |                      |              | Japan      | 4           |               |               |  |  |            |            |  |  |        |        |
|  |                      |              |            | ROC         | 0             |               |  |  |            |            |  |  |        |        |
|  |                      |              |            |             | 0             |               |  |  |            |            |  |  |        |        |
|  |                      |              |            |             |               |               |  |  |            |            |  |  |        |        |
|  |                      |              |            |             |               |               |  |  |            |            |  |  |        |        |
|  | ROC                  | 4            |            |             |               |               |  |  |            |            |  |  |        |        |
|  | ROC                  | 4            |            |             |               |               |  |  |            |            |  |  |        |        |
|  |                      |              |            |             | Mongolei      | 2             |  |  |            |            |  |  |        |        |
|  | Mongolei             | 4            |            |             | Mongolei      | 2             |  |  |            |            |  |  |        |        |
|  | Mongolei             | 4            |            |             |               |               |  |  |            |            |  |  |        |        |
|  | Südkorea             | 1            |            |             |               |               |  |  |            |            |  |  |        |        |
|  | Südkorea             | 1            | Japan      | 1           |               |               |  |  |            |            |  |  |        |        |
|  |                      |              | Japan      | 1           |               |               |  |  |            |            |  |  |        |        |
|  |                      |              |            | Frankreich  | 4             |               |  |  |            |            |  |  |        |        |
|  |                      |              |            |             | 4             |               |  |  |            |            |  |  |        |        |
|  |                      |              |            |             |               |               |  |  |            |            |  |  |        |        |
|  |                      |              |            |             |               |               |  |  |            |            |  |  |        |        |
|  | Frankreich           | 4            |            |             |               |               |  |  |            |            |  |  |        |        |
|  | Frankreich           | 4            |            |             |               |               |  |  |            |            |  |  |        |        |
|  |                      |              |            |             | Israel        | 3             |  |  |            |            |  |  |        |        |
|  | Italien              | 3            |            |             | Israel        | 3             |  |  |            |            |  |  |        |        |
|  | Italien              | 3            |            |             |               |               |  |  |            |            |  |  |        |        |
|  | Israel               | 4            |            |             |               |               |  |  |            |            |  |  |        |        |
|  | Israel               | 4            | Frankreich | 4           |               |               |  |  |            |            |  |  |        |        |
|  |                      |              | Frankreich | 4           |               |               |  |  |            |            |  |  |        |        |
|  |                      |              |            | Niederlande | 0             |               |  |  |            |            |  |  |        |        |
|  |                      |              |            |             | 0             |               |  |  |            |            |  |  |        |        |
|  |                      |              |            |             |               |               |  |  |            |            |  |  |        |        |
|  |                      |              |            |             |               |               |  |  |            |            |  |  |        |        |
|  | Brasilien            | 2            |            |             |               |               |  |  |            |            |  |  |        |        |
|  | Brasilien            | 2            |            |             |               |               |  |  |            |            |  |  |        |        |
|  |                      |              |            |             | Niederlande   | 4             |  |  |            |            |  |  |        |        |
|  | Niederlande          | 4            |            |             | Niederlande   | 4             |  |  |            |            |  |  |        |        |
|  | Niederlande          | 4            |            |             |               |               |  |  |            |            |  |  |        |        |
|  | Usbekistan           | 3            |            |             |               |               |  |  |            |            |  |  |        |        |

### Hoffnungsrunde
|  | Hoffnungsrunde | Hoffnungsrunde |  |  | Kampf um Bronze | Kampf um Bronze |
|  |                |                |  |  |                 |                 |
|  | Deutschland    | 4              |  |  |                 |                 |
|  | Mongolei       | 2              |  |  | Deutschland     | 4               |
|  |                |                |  |  | Niederlande     | 2               |

|  | Hoffnungsrunde | Hoffnungsrunde |  |  | Kampf um Bronze | Kampf um Bronze |
|  |                |                |  |  |                 |                 |
|  | Israel         | 4              |  |  |                 |                 |
|  | Brasilien      | 2              |  |  | Israel          | 4               |
|  |                |                |  |  | ROC             | 1               |

### Achtelfinale

#### Deutschland – Refugee Olympic Team
| Gewichtsklasse | Deutschland      | Ergebnis | Refugee Olympic Team | Punkte |
| -------------- | ---------------- | -------- | -------------------- | ------ |
| Männer +90 kg  | Johannes Frey    | 10 – 00  | Javad Mahjoub        | 1 – 0  |
| Frauen –57 kg  | Theresa Stoll    | 10 – 00  | Sanda Aldass         | 2 – 0  |
| Männer –73 kg  | Igor Wandtke     | 10 – 00  | Ahmad Alikaj         | 3 – 0  |
| Frauen –70 kg  | Martyna Trajdos  | 10 – 00  | Muna Dahouk          | 4 – 0  |
| Männer –90 kg  | Dominic Ressel   | –        | Popole Misenga       | –      |
| Frauen +70 kg  | Jasmin Grabowski | –        | Nigara Shaheen       | –      |

#### Mongolei – Südkorea
| Gewichtsklasse | Mongolei                  | Ergebnis | Südkorea       | Punkte |
| -------------- | ------------------------- | -------- | -------------- | ------ |
| Männer +90 kg  | Öldsiibajaryn Düürenbajar | 00 – 10  | Kim Min-jong   | 0 – 1  |
| Frauen –57 kg  | Dorjsürengiin Sumiyaa     | 01 – 00  | Kim Ji-su      | 1 – 1  |
| Männer –73 kg  | Tsend-Ochiryn Tsogtbaatar | 10 – 00  | An Chang-rim   | 2 – 1  |
| Frauen –70 kg  | Boldyn Gankhaich          | 01 – 00  | Kim Seong-yeon | 3 – 1  |
| Männer –90 kg  | Gantulgyn Altanbagana     | 10 – 00  | Gwak Dong-han  | 4 – 1  |
| Frauen +70 kg  | Otgony Mönkhtsetseg       | –        | Han Mi-jin     | –      |

#### Italien – Israel
| Gewichtsklasse | Italien           | Ergebnis | Israel            | Punkte |
| -------------- | ----------------- | -------- | ----------------- | ------ |
| Männer +90 kg  | Nicholas Mungai   | 00 – 10  | Peter Paltchik    | 0 – 1  |
| Frauen –57 kg  | Odette Giuffrida  | 01 – 00  | Timna Nelson-Levy | 1 – 1  |
| Männer –73 kg  | Fabio Basile      | 01 – 00  | Tohar Butbul      | 2 – 1  |
| Frauen –70 kg  | Maria Centracchio | 00 – 10  | Gili Sharir       | 2 – 2  |
| Männer –90 kg  | Christian Parlati | 11 – 01  | Li Kochman        | 3 – 2  |
| Frauen +70 kg  | Alice Bellandi    | 00 – 01  | Raz Hershko       | 3 – 3  |
| Frauen –70 kg  | Maria Centracchio | 00 – 10  | Gili Sharir       | 3 – 4  |

#### Niederlande – Usbekistan
| Gewichtsklasse | Niederlande        | Ergebnis | Usbekistan           | Punkte |
| -------------- | ------------------ | -------- | -------------------- | ------ |
| Männer +90 kg  | Henk Grol          | 00 – 10  | Bekmurod Oltiboyev   | 0 – 1  |
| Frauen –57 kg  | Sanne Verhagen     | 10 – 00  | Diyora Keldiyorova   | 1 – 1  |
| Männer –73 kg  | Tornike Tsjakadoea | 00 – 10  | Hikmatilloh Toʻrayev | 1 – 2  |
| Frauen –70 kg  | Sanne van Dijke    | 00 – 10  | Gulnoza Matniyazova  | 1 – 3  |
| Männer –90 kg  | Noël van ’t End    | 10 – 00  | Davlat Bobonov       | 2 – 3  |
| Frauen +70 kg  | Guusje Steenhuis   | 10 – 00  | Farangiz Hojiyeva    | 3 – 3  |
| Männer +90 kg  | Henk Grol          | 10 – 00  | Bekmurod Oltiboyev   | 4 – 3  |

### Viertelfinale

#### Japan – Deutschland
| Gewichtsklasse | Japan           | Ergebnis | Deutschland          | Punkte |
| -------------- | --------------- | -------- | -------------------- | ------ |
| Frauen –57 kg  | Uta Abe         | 00 – 10  | Theresa Stoll        | 0 – 1  |
| Männer –73 kg  | Shōhei Ōno      | 00 – 01  | Igor Wandtke         | 0 – 2  |
| Frauen –70 kg  | Chizuru Arai    | 10 – 00  | Giovanna Scoccimarro | 1 – 2  |
| Männer –90 kg  | Shoichiro Mukai | 01 – 00  | Eduard Trippel       | 2 – 2  |
| Frauen +70 kg  | Akira Sone      | 10 – 00  | Jasmin Grabowski     | 3 – 2  |
| Männer +90 kg  | Aaron Wolf      | 01 – 00  | Johannes Frey        | 4 – 2  |

#### ROC – Mongolei
| Gewichtsklasse | ROC                 | Ergebnis | Mongolei                    | Punkte |
| -------------- | ------------------- | -------- | --------------------------- | ------ |
| Frauen –57 kg  | Darja Meschezkaja   | 01 – 00  | Dordschsürengiin Sumjaa     | 1 – 0  |
| Männer –73 kg  | Musa Moguschkow     | 00 – 01  | Tsend-Otschiryn Tsogtbaatar | 1 – 1  |
| Frauen –70 kg  | Madina Taimasowa    | 10 – 00  | Gankhaich Bold              | 2 – 1  |
| Männer –90 kg  | Michail Igolnikow   | 01 – 10  | Saeid Mollaei               | 2 – 2  |
| Frauen +70 kg  | Alexandra Babinzewa | 10 – 00  | Munkhtsetseg Otgon          | 3 – 2  |
| Männer +90 kg  | Tamerlan Baschajew  | 01 – 00  | Öldsiibajaryn Düürenbajar   | 4 – 2  |

#### Frankreich – Israel
| Gewichtsklasse | Frankreich           | Ergebnis | Israel            | Punkte |
| -------------- | -------------------- | -------- | ----------------- | ------ |
| Frauen –57 kg  | Sarah Léonie Cysique | 01 – 11  | Timna Nelson-Levy | 0 – 1  |
| Männer –73 kg  | Guillaume Chaine     | 01 – 00  | Tohar Butbul      | 1 – 1  |
| Frauen –70 kg  | Margaux Pinot        | 00 – 01  | Gili Sharir       | 1 – 2  |
| Männer –90 kg  | Axel Clerget         | 00 – 10  | Li Kochman        | 1 – 3  |
| Frauen +70 kg  | Romane Dicko         | 10 – 00  | Raz Hershko       | 2 – 3  |
| Männer +90 kg  | Teddy Riner          | 10 – 00  | Or Sasson         | 3 – 3  |
| Frauen –70 kg  | Margaux Pinot        | 10 – 00  | Gili Sharir       | 4 – 3  |

#### Brasilien – Niederlande
| Gewichtsklasse | Brasilien       | Ergebnis | Niederlande        | Punkte |
| -------------- | --------------- | -------- | ------------------ | ------ |
| Frauen –57 kg  | Larissa Pimenta | 00 – 10  | Sanne Verhagen     | 0 – 1  |
| Männer –73 kg  | Daniel Cargnin  | 01 – 00  | Tornike Tsjakadoea | 1 – 1  |
| Frauen –70 kg  | Maria Portela   | 00 – 10  | Sanne van Dijke    | 1 – 2  |
| Männer –90 kg  | Rafael Macedo   | 00 – 01  | Noël van ’t End    | 1 – 3  |
| Frauen +70 kg  | Mayra Aguiar    | 10 – 00  | Guusje Steenhuis   | 2 – 3  |
| Männer +90 kg  | Rafael Silva    | 00 – 10  | Henk Grol          | 2 – 4  |

### Hoffnungsrunde

#### Deutschland – Mongolei
| Gewichtsklasse | Deutschland          | Ergebnis | Mongolei                    | Punkte |
| -------------- | -------------------- | -------- | --------------------------- | ------ |
| Männer –73 kg  | Igor Wandtke         | 00 – 01  | Tsend-Otschiryn Tsogtbaatar | 0 – 1  |
| Frauen –70 kg  | Giovanna Scoccimarro | 10 – 00  | Gankhaich Bold              | 1 – 1  |
| Männer –90 kg  | Eduard Trippel       | 00 – 01  | Saeid Mollaei               | 1 – 2  |
| Frauen +70 kg  | Jasmin Grabowski     | 10 – 00  | Munkhtsetseg Otgon          | 2 – 2  |
| Männer +90 kg  | Johannes Frey        | 10 – 00  | Öldsiibajaryn Düürenbajar   | 3 – 2  |
| Frauen –57 kg  | Theresa Stoll        | 10 – 00  | Dordschsürengiin Sumjaa     | 4 – 2  |

#### Israel – Brasilien
| Gewichtsklasse | Israel            | Ergebnis | Brasilien           | Punkte |
| -------------- | ----------------- | -------- | ------------------- | ------ |
| Männer –73 kg  | Tohar Butbul      | 10 – 00  | Eduardo Barbosa     | 1 – 0  |
| Frauen –70 kg  | Gili Sharir       | 00 – 10  | Maria Portela       | 1 – 1  |
| Männer –90 kg  | Li Kochman        | 10 – 00  | Eduardo Yudy Santos | 2 – 1  |
| Frauen +70 kg  | Raz Hershko       | 00 – 10  | Mayra Aguiar        | 2 – 2  |
| Männer +90 kg  | Peter Paltchik    | 10 – 00  | Rafael Buzacarini   | 3 – 2  |
| Frauen –57 kg  | Timna Nelson-Levy | 10 – 00  | Larissa Pimenta     | 4 – 2  |

### Halbfinale

#### Japan – ROC
| Gewichtsklasse | Japan           | Ergebnis | ROC                 | Punkte |
| -------------- | --------------- | -------- | ------------------- | ------ |
| Männer –73 kg  | Shōhei Ōno      | 10 – 00  | Musa Moguschkow     | 1 – 0  |
| Frauen –70 kg  | Chizuru Arai    | 10 – 00  | Madina Taimasowa    | 2 – 0  |
| Männer –90 kg  | Shoichiro Mukai | 10 – 00  | Michail Igolnikow   | 3 – 0  |
| Frauen +70 kg  | Akira Sone      | 10 – 00  | Alexandra Babinzewa | 4 – 0  |
| Männer +90 kg  | Aaron Wolf      | –        | Tamerlan Baschajew  | –      |
| Frauen –57 kg  | Tsukasa Yoshida | –        | Darja Dawydowa      | –      |

#### Frankreich – Niederlande
| Gewichtsklasse | Frankreich           | Ergebnis | Niederlande        | Punkte |
| -------------- | -------------------- | -------- | ------------------ | ------ |
| Männer –73 kg  | Guillaume Chaine     | 10 – 00  | Tornike Tsjakadoea | 1 – 0  |
| Frauen –70 kg  | Clarisse Agbegnenou  | 01 – 00  | Sanne van Dijke    | 2 – 0  |
| Männer –90 kg  | Axel Clerget         | 01 – 00  | Noël van ’t End    | 3 – 0  |
| Frauen +70 kg  | Romane Dicko         | 01 – 00  | Guusje Steenhuis   | 4 – 0  |
| Männer +90 kg  | Teddy Riner          | –        | Michael Korrel     | –      |
| Frauen –57 kg  | Sarah Léonie Cysique | –        | Sanne Verhagen     | –      |

### Kämpfe um Bronze

#### Deutschland – Niederlande
| Gewichtsklasse | Deutschland          | Ergebnis    | Niederlande        | Punkte |
| -------------- | -------------------- | ----------- | ------------------ | ------ |
| Frauen –70 kg  | Giovanna Scoccimarro | 00 – 10s1   | Sanne van Dijke    | 0 – 1  |
| Männer –90 kg  | Dominic Ressel       | 10s2 – 00s3 | Noël van 't End    | 1 – 1  |
| Frauen +70 kg  | Anna-Maria Wagner    | 01 – 00s1   | Guusje Steenhuis   | 2 – 1  |
| Männer +90 kg  | Karl-Richard Frey    | 00 – 10s1   | Henk Grol          | 2 – 2  |
| Frauen –57 kg  | Theresa Stoll        | 10 – 01s2   | Sanne Verhagen     | 3 – 2  |
| Männer –73 kg  | Sebastian Seidl      | 10s2 – 00s3 | Tornike Tsjakadoea | 4 – 2  |

#### Israel  – ROC
| Gewichtsklasse | Israel            | Ergebnis    | ROC                 | Punkte |
| -------------- | ----------------- | ----------- | ------------------- | ------ |
| Frauen –70 kg  | Gili Sharir       | 00s2 – 01s1 | Madina Taimasowa    | 0 – 1  |
| Männer –90 kg  | Sagi Muki         | 10s2 – 0s1  | Michail Igolnikow   | 1 – 1  |
| Frauen +70 kg  | Raz Hershko       | 10 – 00     | Alexandra Babinzewa | 2 – 1  |
| Männer +90 kg  | Peter Paltchik    | 01s1 – 00s2 | Tamerlan Baschajew  | 3 – 1  |
| Frauen –57 kg  | Timna Nelson-Levy | 10 – 01     | Darja Meschezkaja   | 4 – 1  |
| Männer –73 kg  | Tohar Butbul      | –           | Musa Moguschkow     | –      |

### Finale

#### Japan – Frankreich
| Gewichtsklasse | Japan           | Ergebnis | Frankreich           | Punkte |
| -------------- | --------------- | -------- | -------------------- | ------ |
| Frauen –70 kg  | Chizuru Arai    | 00 – 10  | Clarisse Agbegnenou  | 0 – 1  |
| Männer –90 kg  | Shoichiro Mukai | 00 – 10  | Axel Clerget         | 0 – 2  |
| Frauen +70 kg  | Akira Sone      | 10 – 00  | Romane Dicko         | 1 – 2  |
| Männer +90 kg  | Aaron Wolf      | 00 – 01  | Teddy Riner          | 1 – 3  |
| Frauen –57 kg  | Tsukasa Yoshida | 00 – 01  | Sarah Léonie Cysique | 1 – 4  |
| Männer –73 kg  | Shōhei Ōno      | –        | Guillaume Chaine     | –      |